# Sinocyrtaspis lushanensis
Sinocyrtaspis lushanensis är en insektsart som beskrevs av Liu, Xiangwei 2000. Sinocyrtaspis lushanensis ingår i släktet Sinocyrtaspis och familjen vårtbitare. Inga underarter finns listade i Catalogue of Life.